# 藤原黒麻呂
藤原 黒麻呂（ふじわら の くろまろ）は、奈良時代末期から平安時代初期にかけての貴族。藤原南家、参議・藤原巨勢麻呂の次男。官位は従四位下・因幡守。

## 経歴
近江国に生まれる。宝亀5年（774年）正月に正六位下から二階昇叙され従五位下に叙爵し、上総介に任ぜられ現地に赴任。近辺の原野を開墾して牧野とし藻原荘として成立させた。この藻原荘が現在の千葉県茂原市の起源とされる。宝亀8年（777年）上総守に昇進する。宝亀9年（778年）従五位上に叙せられると、宝亀11年（780年）治部大輔に任ぜられる。
桓武朝に入ると、延暦元年（782年）右中弁に任ぜられるが、延暦3年（784年）には遠江守として地方官に転ずる。延暦8年（789年）刑部大輔次いで治部大輔と再び京官に復すが、翌延暦9年（790年）駿河守に転じた。またこの頃、皇太后・高野新笠および皇后・藤原乙牟漏が崩御した際に御葬司を務めている。
のち、桓武朝末に正五位下、平城朝末には従四位下にまで昇進するとともに、周防守・因幡守と地方官を歴任している。大同5年（810年）6月20日卒去。

## 官歴
注記のないものは『六国史』による。
- 時期不詳：正六位下
- 宝亀5年（774年） 正月7日：従五位下。3月5日：上総介
- 宝亀8年（777年） 正月25日：上総守
- 宝亀9年（778年） 正月16日：従五位上
- 宝亀11年（780年） 4月20日：治部大輔
- 延暦元年（782年） 9月9日：右中弁
- 延暦3年（784年） 3月14日：遠江守
- 延暦8年（789年） 3月16日：刑部大輔。9月12日：治部大輔。12月29日：御葬司（皇太后・高野新笠崩御）
- 延暦9年（790年） 正月26日：御齋会司。3月10日：駿河守。閏3月11日：御葬司（皇后・藤原乙牟漏崩御）
- 時期不詳：正五位下
- 延暦25年（806年） 3月18日：山作司
- 時期不詳：従四位下。周防守[2]。因幡守[2]
- 大同5年（810年） 6月20日：卒去（従四位下）

## 系譜
『尊卑分脈』による。
- 父：藤原巨勢麻呂
- 母：山背王の娘
- 妻：田辺清足の娘
  - 男子：藤原虎王（または虎主）
- 妻：縣犬養氏
  - 男子：藤原春継（?-?）
- 生母不詳
  - 男子：藤原虎取
  - 男子：藤原諸勝